# Rainin In Paradize
Rainin In Paradize je první singl z alba Manu Chaa La Radiolina, které má být vydáno v září 2007. Singl jako takový se ovšem objevil již v červnu, zajímavostí bylo, že jej mohli posluchači volně stáhnout z webových stránek umělce. Teprve až 2. července se Rainin In Paradize objevil v systému iTunes.
Rainin In Paradize je celý v angličtině, čímž se liší od předchozích singlů Manu Chaa, které byly nazpívané hlavně ve španělštině či francouzštině (album Sibérie m'était contéee bylo dokonce celé francouzsky), ale také i v dalších jazycích.
Text songu pojednává o neutěšené situaci v Monrovii, Kongu[nepřesný odkaz] či Palestině; části textu byly použity ovšem ze singlů dřívějších.
Videoklipy k Rainin In Paradize existují celkem tři; první dva se objevily nejdříve na YouTube, a to během léta 2007. V prvním videoklipu Manu Chao se svojí skupinou řídí náklaďák, druhý je animovaný a třetí je z živého vystoupení.

## Digital EP
1. "Rainin In Paradize" (Radio Edit)
2. "La Chuchara"
3. "Panik Panik"
4. "Rainin In Paradize" (Album Version)